# フォーミュラ・トラック

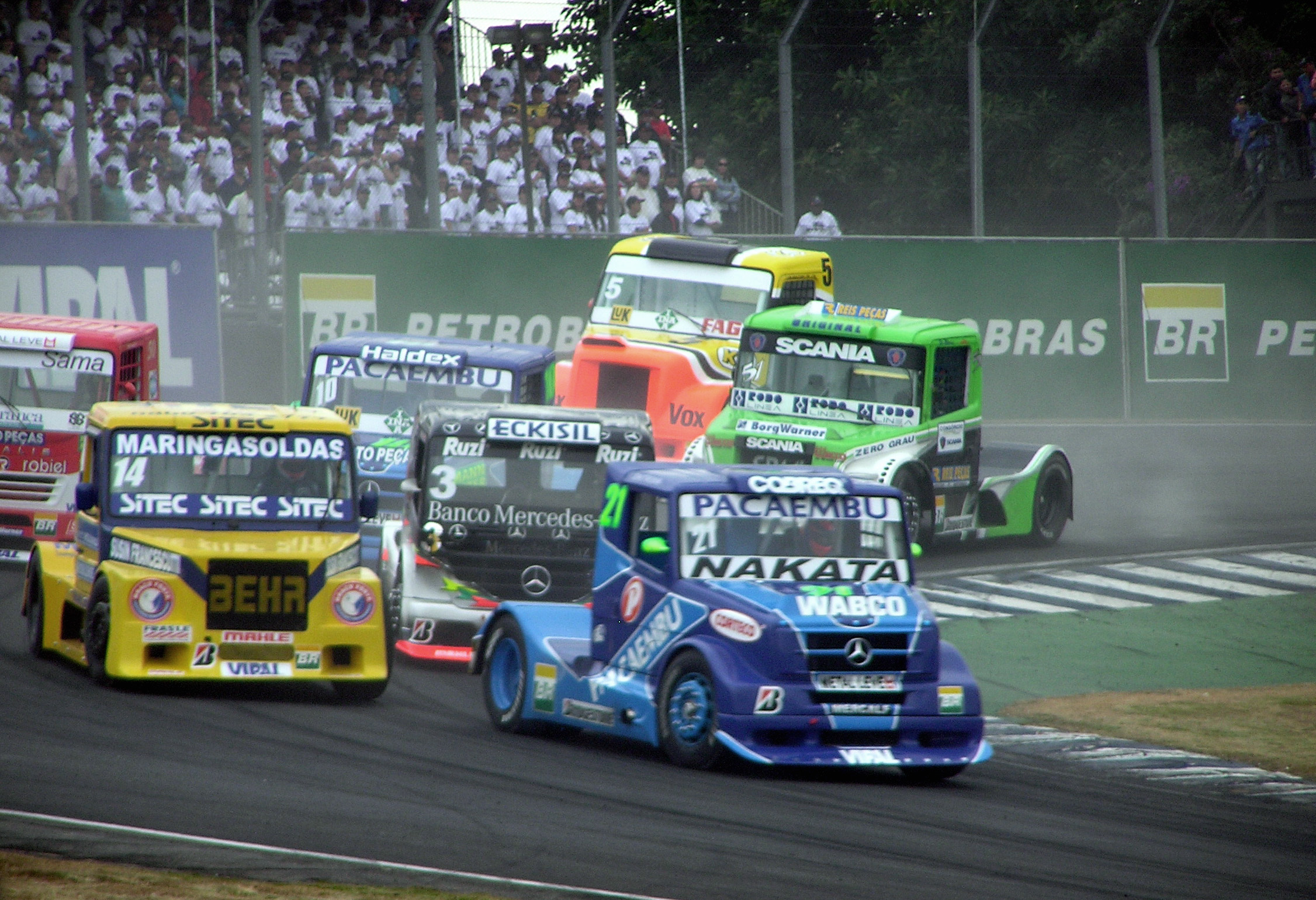
2006年第3戦サンパウロ

フォーミュラ・トラック（Fórmula Truck）とは、ブラジルで開催されている自動車レースで、牽引自動車のトラクタを用いた選手権である。
ブラジルでは、国内自動車レース選手権として人気が高く、同国内ではストックカーと人気の双璧をなす。

## 概要
選手権チャンピオンの称号は、ドライバー（1台につきドライバー1人が乗り込む）と、参加する自動車メーカーにそれぞれ与えられ、年間全10戦で争う。
24名のドライバーが参加する。車体を供給する車体製造メーカーは、スカニア、ボルボ、フォルクスワーゲン、メルセデス・ベンツ、フォード、イヴェコの6社である。

### 開催手順
土曜日に行われる予選で、日曜日に開催される決勝のスターティンググリッドを決める。予選は各車1台ずつのアタックで、ピットイン、ピットアウトに要する2周を除き、タイムアタックのため3周の走行が認められる。自分の順番で走行が不可能な場合、全車の計測ラップが終わった後に、1周のみのタイムアタックが認められる。

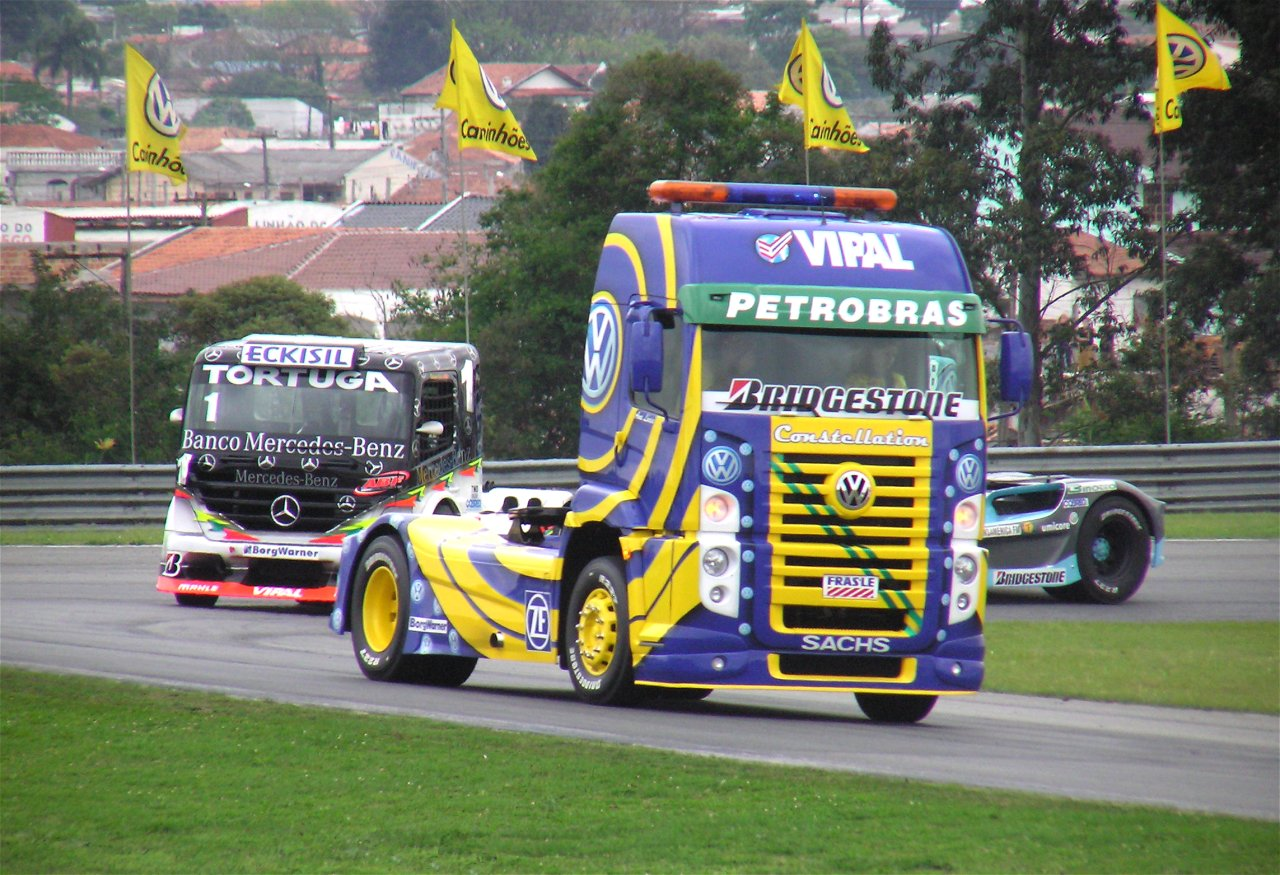
2006年のフォルクスワーゲン製ペーストラック。ペーストラックで使用される車両は年毎に各社の持ち回りとなる。

決勝は開催コースの距離に応じて、基本的に30周から35周のレースで争われる。他のカテゴリと異なる点として、レース中の事故処理などの間、ペーストラック（他のレースのセーフティカーに相当）が先導して走った周回については、レース周回数としてカウントしない。
12周終了時点の順位に応じて、上位7台にポイントが与えられるが（後述）、この際、コース清掃などのため、ペーストラックがコースに入り3周から5周にわたりレース車両を先導し、隊列を整えるとともに、競技車両各車についた差を縮小させる。
レース終了時のポイントは上位10位までに与えられ、表彰台には上位の5人が立つ。
例外
2006年に追加された開催コース、フォルタレーザのヴィルジーリオ・ターヴォラ・サーキット（Autódromo Internacional Virgílio Távora, 全長3,000m）では、コースの長さを同サーキットとしては最短の1,780mに設定し行われるため、レースは60周の周回で争われる。そのため、レース中にポイントが与えられる周回数は、このレースについては18周目終了時点に変更されている。

### ポイント制度
各レースのポイントは、決勝最終結果に従って1位から10位までに、1位・20ポイント、2位・15ポイント、3位・12ポイント、4位・10ポイント、5位・8ポイント、6位・6ポイント、7位・4ポイント、8位・3ポイント、9位・2ポイント、10位・1ポイント、と、与えられるほか、独特の趣向として、12周目終了時点の順位で1位から7位までのドライバーに、それぞれ7ポイント～1ポイントが与えられる。ポールポジションを得た者（予選で最速タイムを出した者）とファステストラップを記録した者にも、それぞれ1ポイントが与えられる。

### カテゴリの位置づけ
トラックという特殊な車体を用いるため、レースカテゴリの位置づけも必然的に特殊なものとなり、ストックカーなどを引退したドライバーがドライバーを務めることが多く、平均年齢は比較的高くなる。若いドライバーは20代後半からで、30代中盤から50代前後のドライバーが参加者の中核を成している。
2006年4月にフォルタレーザで開催された同年の第2戦では、65歳8ヶ月のペドロ・ムッファト（Pedro Muffato）が優勝している。

## 車体

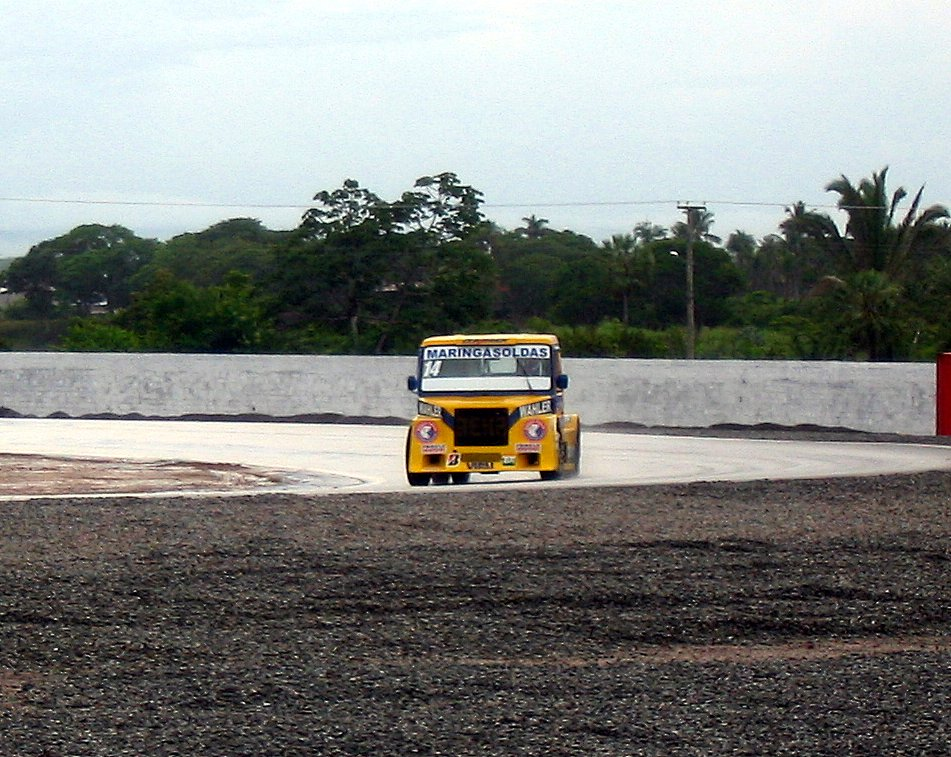
2006年型スカニア

製造ライン上で生産されている通常の市販用トラクタをベースにすることが義務付けられており、レース向けの特別モデルとして少量生産された車体を用いた参加は認められていない。レース展開は拮抗したものとするため、レギュレーションにおいては各メーカーの車種の違いなどを反映し最低重量などが車種毎に細かく規定されている。
エンジンについては主に減量中心の改造がほどこされているほか、出力も3倍ほどに向上しており、各メーカー1,000馬力前後を出力する。2001年からドライブ・バイ・ワイヤなどの電子制御が一部チームで用いられるようになり、2007年には参加全車両が同様の装備を持つに至った。
車体については、減量と車高・重心の低下が中心の改造となり、加えて、本来の用途である牽引車としての役割が求められないことからサスペンションに大きな変更が加えられ、高速走行に適した状態にされる。
タイヤはワンメイクで、全ての参加車両がブリヂストン製のタイヤ（R227）を使用する。
車体重量はおよそ5,000kgで、軽いもので4,700kg弱である。

### 速度制限
各車は時速200km以上で走行可能な性能を有しているが、安全面を考慮し、最高時速は時速160kmに制限されており、この違反については、予選、決勝を通じ、サーキット各所に設置された速度計により監視されている。

### 主なベース車両
- フォルクスワーゲン: 19,300 Titan, 18,310 Titan
- メルセデス・ベンツ: Mercedes Benz 1938 S, Axor 2044
- ボルボ: Volvo FM12
- フォード: Ford Cargo

## 歴史
サントス出身のトラック運転手アウレリオ・バチスタ・フェリックス（Aurélio Batista Félix ）とポルトガル人ジャーナリストのフランシスコ・サントス（Francisco Santos）によって、1987年9月6日にパラナ州のカスカヴェウ・サーキットで“"I Copa Brasil de Caminhões”（第1回ブラジル・トラック杯）として初開催された。このレースには35名のドライバーが出場したが、レース中に死者1名を出す死亡事故が起きたことから、その後の開催が不可能となった。
事故から3年後にフランシスコ・サントスが計画から去り、残されたアウレリオ・バチスタ・フェリックスは、レースを再度開催させるべく、レース用トラックを自主製作しインテルラゴス・サーキットで内覧のための試走を行うなど、地道な活動を数年にわたって続けた。
その後、バチスタはトラック・オーナー/ドライバー協会（ANPPC, Associação Nacional dos Proprietários e Pilotos de Caminhão）を設立するなど、下準備を重ね、1995年4月23日に、かつて初開催を行ったカスカヴェウ・サーキットにて、トラックレースの再開催にこぎつけ、このレースは7台のトラックで争われた。この開催に向け最も重要視されたことは、絶対的な安全性だった。
この再開以降、「フォーミュラ・トラック」の名称が用いられるようになり、この年は同じくパラナ州のロンドリーナ、リオグランデ・ド・スル州のタルマ、ゴイアス州のゴイアニアにおいてもレースを開催し、参加台数は最終的に13台にまで増え、観客動員も2万人を記録（主催者発表）するなど、成功裏にこの年を終えた。
これらレースの成功により、ブラジル国内のレース管理団体で、当初トラックレースを非公認としていたブラジル自動車連盟（CBA, Confederação Brasileira de Automobilismo）からも選手権として公認され、翌1996年からフォーミュラ・トラックは公式の国内選手権として開催されるようになった。

## 選手権タイトル

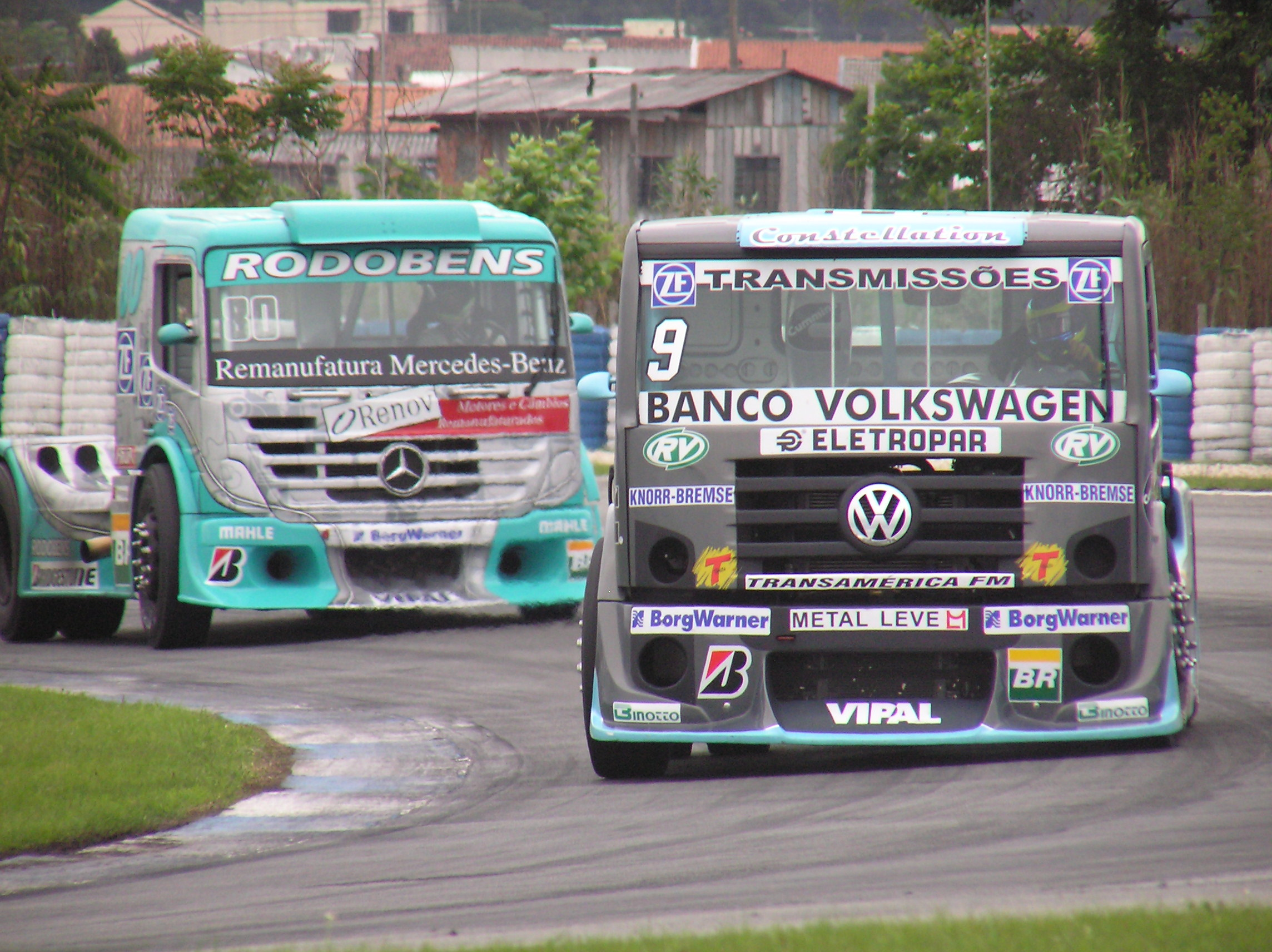
1996年の第1回選手権、2006年の第11回のチャンピオン、ヘナート・マルティンス（カーナンバー9。2006年）

1996年の創設当時には、選手権はドライバーズタイトルズのみが争われ、チームやメーカーに対してのタイトルは存在しなかった。2004年にマニュファクチャラーズタイトルが制定された。

### マニュファクチャラーズタイトル
シリーズ創設当時から参戦していた車体製造メーカーは、スカニア、ボルボ、フォルクスワーゲン（MAN）、メルセデス・ベンツの4メーカーである。これにフォードとイヴェコが加わり、2016年現在、6メーカーが車体を供給している。
ドライバーズタイトルは、選手権開始当初から参戦していたフォルクスワーゲン（ヘナート・マルティンス車）が2006年にタイトルを獲得し、続いて2013年にイヴェコ（ベト・モンテイロ車）がタイトルを獲得したことで、参加全6メーカー全てがタイトル獲得経験を持つこととなった。2004年に制定されたブラジル選手権のマニュファクチャラーズタイトルは、2016年シーズンが終了した時点で、ボルボとイヴェコを除く4メーカーがタイトルを獲得している。

### 歴代チャンピオン

#### ブラジル選手権
| 年     | ドライバーズチャンピオン       | チーム                 | メーカー           |  | マニュファクチャラーズチャンピオン |
| ------ | ------------------------------ | ---------------------- | ------------------ |  | ---------------------------------- |
| 1996年 | ヘナート・マルティンス（pt）   | Marfran                | スカニア           |  | なし                               |
| 1997年 | オズワルド・ヅルゴヴィチ（pt） | Drugovich Auto Peças   | スカニア           |  | なし                               |
| 1998年 | オズワルド・ヅルゴヴィチ（pt） | Drugovich Auto Peças   | スカニア           |  | なし                               |
| 1999年 | ジョージ・フレック（pt）       | ABF Volvo              | ボルボ             |  | なし                               |
| 2000年 | ジョージ・フレック（pt）       | Thermoid-Melitta-Volvo | ボルボ             |  | なし                               |
| 2001年 | ウェリントン・シリッノ（pt）   | ABF                    | メルセデス・ベンツ |  | なし                               |
| 2002年 | ロベルヴァウ・アンドラデ（pt） | Muffatão               | スカニア           |  | なし                               |
| 2003年 | ウェリントン・シリッノ（pt）   | ABF                    | メルセデス・ベンツ |  | なし                               |
| 2004年 | ベト・モンテイロ（pt）         | DF Motorsport          | フォード           |  | フォード                           |
| 2005年 | ウェリントン・シリッノ（pt）   | ABF                    | メルセデス・ベンツ |  | スカニア                           |
| 2006年 | ヘナート・マルティンス（pt）   | RM Competições         | フォルクスワーゲン |  | メルセデス・ベンツ                 |
| 2007年 | フェリペ・ジアフォーネ         | RM Competições         | フォルクスワーゲン |  | フォルクスワーゲン                 |
| 2008年 | ウェリントン・シリッノ（pt）   | ABF                    | メルセデス・ベンツ |  | メルセデス・ベンツ                 |
| 2009年 | フェリペ・ジアフォーネ         | RM Competições         | フォルクスワーゲン |  | MAN（フォルクスワーゲン）          |
| 2010年 | フェリペ・ジアフォーネ         | RVR Scania Motorsport  | スカニア           |  | MAN（フォルクスワーゲン）          |
| 2011年 | フェリペ・ジアフォーネ         | RM Competições         | フォルクスワーゲン |  | MAN（フォルクスワーゲン）          |
| 2012年 | レアンドロ・トッティ（pt）     | ABF                    | メルセデス・ベンツ |  | メルセデス・ベンツ                 |
| 2013年 | ベト・モンテイロ（pt）         | Scuderia Iveco         | イヴェコ           |  | メルセデス・ベンツ                 |
| 2014年 | レアンドロ・トッティ（pt）     | RM Competições         | フォルクスワーゲン |  | MAN（フォルクスワーゲン）          |
| 2015年 | レアンドロ・トッティ（pt）     | RM Competições         | フォルクスワーゲン |  | MAN（フォルクスワーゲン）          |
| 2016年 | フェリペ・ジアフォーネ         | RM Competições         | フォルクスワーゲン |  | MAN（フォルクスワーゲン）          |

#### 南米選手権
2011年から2014年の4シーズンは、従来の年間10戦からブラジル国外開催のレースを含む3～4戦を「南米選手権」、残りの6～7戦を「ブラジル選手権」として別々にタイトルを授与した。
| 年     | ドライバーズチャンピオン   | チーム         | メーカー           |  | マニュファクチャラーズチャンピオン |
| ------ | -------------------------- | -------------- | ------------------ |  | ---------------------------------- |
| 2011年 | フェリペ・ジアフォーネ     | RM Competições | フォルクスワーゲン |  | MAN（フォルクスワーゲン）          |
| 2012年 | レアンドロ・トッティ（pt） | ABF            | メルセデス・ベンツ |  | MAN（フォルクスワーゲン）          |
| 2013年 | ベト・モンテイロ（pt）     | Scuderia Iveco | イヴェコ           |  | イヴェコ                           |
| 2014年 | レアンドロ・トッティ（pt） | RM Competições | フォルクスワーゲン |  | MAN（フォルクスワーゲン）          |

## 豆知識
- 2003年から参戦しているドライバー、ジェラルド・ピケ（Geraldo Piquet）はかつてのF1チャンピオンであるネルソン・ピケの長男であり、フォーミュラカードライバーのネルシーニョ・ピケの8歳年長の異母兄にあたる。2003年当初より、チャンピオンのウェリントン・シリッノと同じくABFチームに所属している。

### 参考
インテルラゴスサーキットの予選ポールポジションタイム、他カテゴリーとの比較。いずれもコース全長を走った時のタイムを記録したものである。
| カテゴリー             | ポールタイム | ドライバー                             | チーム                   | 記録日        |
| ---------------------- | ------------ | -------------------------------------- | ------------------------ | ------------- |
| フォーミュラ1（F1）    | 1分13秒807   | ルーベンス・バリチェロ                 | スクーデリア・フェラーリ | 2003年4月5日  |
| 南米フォーミュラ3      | 1分30秒170   | アンドレ・ソウサ （Andrè Sousa）       | Full Time                | 2005年12月9日 |
| フォーミュラ・ルノー   | 1分37秒109   | ディエゴ・フレイタス （Diego Freitas） | UniOil Sports            | 2003年12月6日 |
| ストックカーV8         | 1分39秒585   | ラウル・ボーセル                       | Bassani Racing           | 2004年4月17日 |
| マセラティトロフィー   | 1分47秒655   | グト・ネグラオン （Guto Negrão）       | Medley                   | 2006年3月25日 |
| フォーミュラ・トラック | 2分04秒616   | ウェリントン・シリッノ                 | ABF/メルセデス・ベンツ   | 2003年10月5日 |